# Yuengling
D. G. Yuengling & Son ([ˈjɪŋlɪŋ]?) er det ældste stadig aktive bryggeri i USA, etableret i 1829. Det er et af de største bryggerier i landet målt på produktionens størrelse. I henhold til salgstal fra 2011, så står Yuengling lige med Boston Beer Company som det største amerikansk-ejede bryghus. Virksomhedens hovedkontor ligger i Pottsville i Pennsylvania. Yuengling fremstiller omkring 2,5 millioner tønder øl årligt (svarende til 293.250.000 liter), ved deres to bryggerier i Pennsylvania og ét i Tampa i Florida.
Yuengling udtales som en angliseret udgave af det tyske ord Jüngling, grundlæggerens efternavn og det tyske udtryk for en ung mand.
Det familieejede bryggeri har traditionelt skiftet ejere ved at den unge generation køber virksomheden af den ældre generation. På grund af Yuengling Traditional Lagers popularitet i Pennsylvania og Delaware Valley, kan den som oftest bestilles ved blot at bede om en lager.